# سرمایه‌گذار نهادی
سرمایه‌گذار نهادی، (به انگلیسی: Institutional investor) شرکت‌های سرمایه‌گذاری مشترک، شرکت‌های سرمایه‌گذاری محدود، شرکت‌های بیمه عمر که اندوخته اعضا را به شکل سبد سهام و اوراق قرضه نگهداری می‌کنند، همه از نمونه‌های سرمایه‌گذار نهادی هستند. این دسته از سرمایه‌گذاران به دلیل حجم بالای دادوستدهایی که انجام می‌دهند، همواره نقش به سزایی در عملکرد بازار به عهده دارند. غیبت سرمایه‌گذاران نهادی در بازار اوراق بهادار پیامدهای جبران‌ناپذیری در پی خواهد داشت.